# Lijn B (metro van New York)
De B Sixth Avenue Express  of ook wel lijn B is een metrolijn die onderdeel is van de metro van New York. Op plattegronden, stationsborden en richtingfilms staat de lijn aangegeven in de kleur oranje  omdat de lijn een dienst is op de Sixth Avenue Line door Manhattan.

## Stations
| Verklaring dienstregeling                               | Verklaring dienstregeling                         |
| ------------------------------------------------------- | ------------------------------------------------- |
| Stops all times                                         | Stopt gehele dag                                  |
| Stops all times except late nights                      | Stopt behalve 's avonds laat en 's nachts         |
| Stops late nights only                                  | Stopt alleen 's avonds laat en 's nachts          |
| Stops weekdays only                                     | Stopt alleen op weekdagen                         |
| Stops all times except rush hours in the peak direction | Stopt altijd behalve spitsuur in de spitsrichting |
| Stops rush hours only                                   | Stopt alleen spitsuur                             |
| Stops rush hours in peak direction only                 | Stopt alleen spitsuur in de spitsrichting         |

| B service             | Station                               | Handicapped/disabled access | Overstappunt | Andere verbindingen                     |
| --------------------- | ------------------------------------- | --------------------------- | ------------ | --------------------------------------- |
| Bronx                 |                                       |                             |              |                                         |
| Stops rush hours only | Bedford Park Boulevard                |                             |              |                                         |
| Stops rush hours only | Kingsbridge Road                      |                             |              |                                         |
| Stops rush hours only | Fordham Road                          |                             |              |                                         |
| Stops rush hours only | 182nd–183rd Streets                   |                             |              |                                         |
| Stops rush hours only | Tremont Avenue                        |                             |              |                                         |
| Stops rush hours only | 174th–175th Streets                   |                             |              |                                         |
| Stops rush hours only | 170th Street                          |                             |              |                                         |
| Stops rush hours only | 167th Street                          |                             |              |                                         |
| Stops rush hours only | 161st Street–Yankee Stadium           | Handicapped/disabled access |              |                                         |
| Manhattan             |                                       |                             |              |                                         |
| Stops rush hours only | 155th Street                          |                             |              |                                         |
| Stops weekdays only   | 145th Street                          |                             |              |                                         |
| Stops weekdays only   | 135th Street                          |                             |              |                                         |
| Stops weekdays only   | 125th Street                          | Handicapped/disabled access |              | Bus naar LaGuardia Airport              |
| Stops weekdays only   | 116th Street                          |                             |              |                                         |
| Stops weekdays only   | 110th Street–Cathedral Parkway        |                             |              |                                         |
| Stops weekdays only   | 103rd Street                          |                             |              |                                         |
| Stops weekdays only   | 96th Street                           |                             |              |                                         |
| Stops weekdays only   | 86th Street                           |                             |              |                                         |
| Stops weekdays only   | 81st Street–Museum of Natural History |                             |              |                                         |
| Stops weekdays only   | 72nd Street                           |                             |              |                                         |
| Stops weekdays only   | 59th Street–Columbus Circle           |                             |              |                                         |
| Stops weekdays only   | Seventh Avenue                        |                             |              |                                         |
| Stops weekdays only   | 47th–50th Streets–Rockefeller Center  |                             |              |                                         |
| Stops weekdays only   | 42nd Street–Bryant Park               |                             |              |                                         |
| Stops weekdays only   | 34th Street-Herald Square             | Handicapped/disabled access |              |                                         |
| Stops weekdays only   | West Fourth Street–Washington Square  | Handicapped/disabled access |              |                                         |
| Stops weekdays only   | Broadway–Lafayette Street             |                             |              |                                         |
| Stops weekdays only   | Grand Street                          |                             |              |                                         |
| Brooklyn              |                                       |                             |              |                                         |
| Stops weekdays only   | DeKalb Avenue                         | Handicapped/disabled access |              |                                         |
| Stops weekdays only   | Atlantic Avenue                       | Handicapped/disabled access |              | LIRR Atlantic Branch at Flatbush Avenue |
| Stops weekdays only   | Seventh Avenue                        |                             |              |                                         |
| Stops weekdays only   | Prospect Park                         | Handicapped/disabled access |              |                                         |
| Stops weekdays only   | Church Avenue                         |                             |              |                                         |
| Stops weekdays only   | Newkirk Avenue                        |                             |              |                                         |
| Stops weekdays only   | Kings Highway                         |                             |              |                                         |
| Stops weekdays only   | Sheepshead Bay                        |                             |              |                                         |
| Stops weekdays only   | Brighton Beach                        |                             |              |                                         |

 ·  ·  ·  ·  ·  ·  ·  ·  · 